# 傑克森·梅瑞爾
傑克森·彼得·梅瑞爾（英語：Jackson Peter Merrill，2003年4月19日—），為美國職棒大聯盟的中外野手，目前效力於聖地牙哥教士。他在2021年選秀首輪被教士選中，並在2024年登上大聯盟。

## 職業生涯
2021年大聯盟選秀，教士在首輪27順位選進梅瑞爾。該年他在新人聯盟繳出2成80的打擊率，並打回10分打點。
2022年，梅瑞爾升上1A，他繳出3成25的打擊率，並敲出5轟與34分打點。2023年，他先後升上高階1A和2A。總計他繳出2成77的打擊率，並敲出15轟與64分打點。另有15次盜壘成功。
2024年，梅瑞爾在開幕戰登上大聯盟。同年他入選明星賽，為教士隊史首位菜鳥年即入選明星賽的選手。
2025年4月3日，教士隊與梅瑞爾續簽9年約，他將為教士效力至2034年球季為止，並可領有1.35億美元。根據合約，教士隊保有次（2035年）季的球隊選擇權。

## 外部連結
- 球員資訊和成績在MLB ，ESPN，Baseball Reference ，Baseball Reference (Minors) ，Fangraphs（英文）